# Zelotes bastardi
Zelotes bastardi är en spindelart som först beskrevs av Simon 1896.  Zelotes bastardi ingår i släktet Zelotes och familjen plattbuksspindlar. Inga underarter finns listade i Catalogue of Life.